# Egle tantilla
Egle tantilla är en tvåvingeart som beskrevs av Ackland 1970. Egle tantilla ingår i släktet Egle och familjen blomsterflugor.
Artens utbredningsområde är Myanmar. Inga underarter finns listade i Catalogue of Life.